# Святов, Серик Аманжолович
Серик Аманжолович Святов (род. 15 июня 1954, Краснокутск, Павлодарская область, КазССР) — советский и казахстанский экономист, учёный, доктор экономических наук, с 2012 по 2015 года ректор Казахского экономического университета им. Т. Рыскулова. В настоящее время председатель совета директоров НАО «Университет Нархоз».

## Биография
В 1971 году поступил на философско-экономический факультет Казахского государственного университета им. С.Кирова (с 1991 года — Казахский национальный университет имени аль-Фараби), с 1974 года продолжил обучение на экономическом факультете Московского государственного университета им. М. В. Ломоносова, где получил квалификацию «экономист».
Трудовую деятельность начал преподавателем Павлодарского индустриального института. После окончания очной аспирантуры Института экономики АН Казахской ССР, защитил кандидатскую диссертацию и продолжил научно-исследовательскую работу.
В 1986—1991 гг. работал инструктором экономического отдела Алма-Атинского обкома партии, консультантом, заведующим сектором экономического отдела Центрального комитета Компартии Казахстана, консультантом аппарата Президента и Кабинета Министров Казахской ССР.
С 1991 г. работал в банковском секторе Казахстана. Принимал активное участие как в разработке первых законодательных и нормативно-правовых актов, регулирующих деятельность финансового сектора, так и в создании первых коммерческих банков.
Святов С. А. был первым заместитель председателя правления ведущих коммерческих банков Казахстана: Әлем Банк, АТФбанк, Народный Банк Казахстана.
С 2004 по 2006 года председатель совета директоров АО «АТФБанк».
С 2006 года по июнь 2012 года — председатель совета директоров Казахского экономического университета им. Т.Рыскулова.
В 2010 году защитил докторскую диссертацию в Институте экономики НАН РК на тему: « Национальная банковская система: теория, практика и приоритеты институциональных преобразований», присвоено учёная степень доктор экономических наук.
С 2012 по 2015 годы являлся ректором Казахского экономического университета им. Т.Рыскулова.
С 2015 по 2018 гг. возглавлял совет директоров АО «Forte Банк».
С 2018 по 2022 гг. являлся председателем совета директоров НАО «Университет Нархоз».

## Научно-исследовательская работа
Сферой научных интересов Святова С. А. являются проблемы территориальной организации и размещения производительных сил, корпоративного управления, денежно-кредитной и бюджетной политики, реформирования высшего образования. Им опубликовано более 150-ти научных работ.

## Награды
- Орден «Құрмет»
- Медаль «10 лет Независимости Казахстана»
- Медаль «Теңгеге 20 жыл».